# 阿尔图纳 (艾奥瓦州)
阿尔图纳（英語：Altoona）是美国艾奥瓦州波尔克县的一个城市。2010年人口统计为15,583人， 2005年的特别普查显示有13,301名居民。